# ماكسيم روداكوف
ماكسيم روداكوف (الروسية: Рудаков, Максим Алексеевич) هو لاعب كرة قدم روسي في مركز حراسة المرمى، ولد في 22 يناير 1996 في سانت بطرسبرغ في روسيا. لعب مع روتور فولغوغراد ونادي روستوف ونادي هلسنكي.

## وصلات خارجية
- ماكسيم روداكوف على موقع قاعدة بيانات كرة القدم.إي يو (الإنجليزية)
- ماكسيم روداكوف على موقع Soccerway.com (الإنجليزية)
- ماكسيم روداكوف على موقع عالم كرة القدم.نت (الإنجليزية)
- ماكسيم روداكوف على موقع AS.com (الإسبانية)